# Clarke megye (Virginia)
Clarke megye az Amerikai Egyesült Államokban, azon belül Virginia államban található. Megyeszékhelye és legnagyobb városa Berryville. Lakosainak száma 14 783 fő (2020. április 1.). Clarke megye Jefferson, Loudoun, Fauquier, Frederick, Warren és Berkeley megyékkel határos.

## Népesség
A megye népességének változása:
| Lakosok száma | 14 045 | 14 224 | 14 321 | 14 348 | 14 363 | 14 783 |
|               | 2010   | 2011   | 2012   | 2013   | 2015   | 2020   |